# 喬治·羅伯特·沃特豪斯
喬治·羅伯特·沃特豪斯（英語：George Robert Waterhouse，1810年3月6日—1888年1月21日）是一名英國博物學家。他曾是地質學部門的看守員，後來成為倫敦動物學會博物館的館長。

## 早年生活
沃特豪斯出生於薩默斯鎮，父親是詹姆斯·愛德華·沃特豪斯（James Edward Waterhouse），母親是瑪麗·紐曼（Mary Newman）。他的父親是一名律師的文員，也是一名業餘昆蟲學家。他是弗雷德里克·喬治·沃特豪斯的兄弟，后者也成为了一名动物学家。George 在布魯塞爾附近的 Koekelberg 上學。他於 1824 年回到英國，成為一名建築師的學徒。部分工作是設計位於漢普斯特德健康谷的查爾斯·奈特（Charles Knight）的花園以及聖鄧斯坦教堂的裝飾。

## 自然歷史

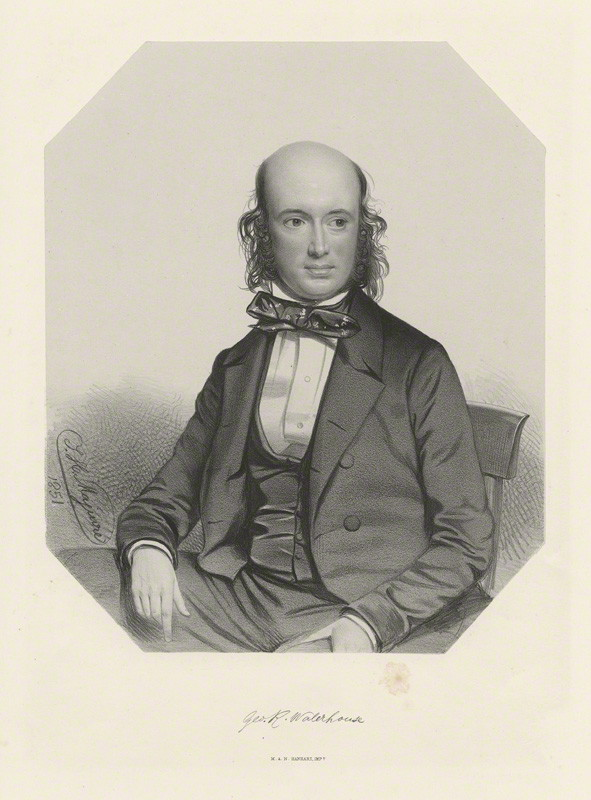
沃特豪斯肖像，約1851年由托馬斯·赫伯特·馬奎爾繪製

沃特豪斯透過他的父親對昆蟲學產生了濃厚的興趣，並於1833年與腓特烈·威廉·赫波一起創立了倫敦昆蟲學會，而他本人則擔任該會的榮譽館長。他在1849年至1850年間成為該會會長。他為奈特《Penny Cyclopædia》撰寫文章。1835年，利物浦皇家學會任命他為博物館館長，1836年他換取了倫敦動物學會的職位。他早期的工作是為博物館中的哺乳類動物編目，雖然他在第二年就完成了這項工作，但由於他沒有遵循當時的四分法系統，所以沒有出版。
他曾受邀與查爾斯·達爾文一起參加小獵犬號的航行，但他婉拒了。達爾文回國後，哺乳類動物和甲蟲的收集工作交給了他。1843年11月，他成為大英博物館礦物部門的助理。1851年查爾斯·科尼格逝世後，他成為該博物館的館長，並擔任此職直到1880年退休。
他於1834年12月21日與音樂家G·L·J·格里斯巴赫（G. L. J. Griesbach）的女兒伊莉莎白·安（Elizabeth Ann）結婚。他們的一個女兒嫁給了昆蟲學家和作家愛德華·考德威爾·賴伊。他於1888年1月21日在帕特尼逝世，享年77歲。
他有三個兒子，都是鞘翅目學家，還有三個女兒。
沃特豪斯是《哺乳類的自然歷史》（A natural history of the Mammalia，1846年—1848年）的作者。由於原來的法國出版商M·希波萊特·巴利耶（M. Hippolyte Baillière）無法接手，因此這部於1844年開始的著作完成得很緩慢。這兩卷書涵蓋了有袋類動物和齧齒動物。著名的始祖鳥標本是他擔任館長時獲得的。在他描述的眾多物種中，有袋食蟻獸（Myrmecobius fasciatus）和敘利亞倉鼠（Mesocricetus auratus）。他還協助路易·阿加西完成他的《Nomenclator Zoologicus》（1842年）。

## 出版
- Charles Darwin (编), , Part II: Mammalia, London: Smith, Elder & Co, 1839  [19 October 2017]
- Waterhouse, George R., , Annals and Magazine of Natural History, 1845, 16 (102): 19–41  [10 March 2013], doi:10.1080/037454809494527
- , I: Marsupiata, or Pouched Animals, London: Hippolyte Bailliere, 1846  [10 March 2013]
- , II: Rodentia, or Gnawing Mammalia, London: Hippolyte Bailliere, 1848  [10 March 2013]

## 外部連結
- 互联网档案馆中喬治·羅伯特·沃特豪斯的作品或与之相关的作品
- The natural history of marsupialia or pouched animals (1841)
- Dictionary of National Biography, 1885-1900